# Lijst van voetbalinterlands België - Engeland
Deze lijst van voetbalinterlands is een overzicht van alle officiële voetbalwedstrijden tussen de nationale teams van België en Engeland. De landen hebben tot op heden 36 keer tegen elkaar gespeeld. In het begin speelde België alleen tegen het Engels amateurelftal. De eerste ontmoeting was een vriendschappelijke wedstrijd en werd gespeeld in Brussel op 18 april 1908. Het laatste duel, eveneens een vriendschappelijke wedstrijd, vond plaats op 26 maart 2024 in Londen.

## Wedstrijden
| №  | Plaats          | Datum             | Competitie                  | Wedstrijd               | Uitslag |
| -- | --------------- | ----------------- | --------------------------- | ----------------------- | ------- |
| 1  | Brussel         | 18 april 1908     | Vriendschappelijk           | België − Engeland (am.) | 2 − 8   |
| 2  | Londen          | 17 april 1909     | Vriendschappelijk           | Engeland (am.) − België | 11 − 2  |
| 3  | Brussel         | 26 maart 1910     | Vriendschappelijk           | België − Engeland (am.) | 2 − 2   |
| 4  | Londen          | 4 maart 1911      | Vriendschappelijk           | Engeland (am.) − België | 4 − 0   |
| 5  | Brussel         | 8 april 1912      | Vriendschappelijk           | België − Engeland (am.) | 1 − 2   |
| 6  | Swindon         | 9 november 1912   | Vriendschappelijk           | Engeland (am.) − België | 4 − 0   |
| 7  | Brussel         | 24 februari 1914  | Vriendschappelijk           | België − Engeland (am.) | 1 − 8   |
| 8  | Brussel         | 17 februari 1920  | Vriendschappelijk           | België − Engeland (am.) | 3 − 1   |
| 9  | Brussel         | 21 mei 1921       | Vriendschappelijk           | België − Engeland       | 0 − 2   |
| 10 | Londen          | 19 maart 1923     | Vriendschappelijk           | Engeland − België       | 6 − 1   |
| 11 | Brussel         | 5 mei 1923        | Vriendschappelijk           | België − Engeland (am.) | 3 − 0   |
| 12 | Antwerpen       | 1 november 1923   | Vriendschappelijk           | België − Engeland       | 2 − 2   |
| 13 | West Bromwich   | 8 december 1924   | Vriendschappelijk           | Engeland − België       | 4 − 0   |
| 14 | Antwerpen       | 24 mei 1926       | Vriendschappelijk           | België − Engeland       | 3 − 5   |
| 15 | Brussel         | 11 mei 1927       | Vriendschappelijk           | België − Engeland       | 1 − 9   |
| 16 | Antwerpen       | 19 mei 1928       | Vriendschappelijk           | België − Engeland       | 1 − 3   |
| 17 | Brussel         | 11 mei 1929       | Vriendschappelijk           | België − Engeland       | 1 − 5   |
| 18 | Brussel         | 16 mei 1931       | Vriendschappelijk           | België − Engeland       | 1 − 4   |
| 19 | Brussel         | 9 mei 1936        | Vriendschappelijk           | België − Engeland       | 3 − 2   |
| 20 | Londen          | 19 januari 1946   | Vriendschappelijk           | Engeland − België       | 2 − 0   |
| 21 | Brussel         | 21 september 1947 | Vriendschappelijk           | België − Engeland       | 2 − 5   |
| 22 | Brussel         | 18 mei 1950       | Vriendschappelijk           | België − Engeland       | 1 − 4   |
| 23 | Londen          | 26 november 1952  | Vriendschappelijk           | Engeland − België       | 5 − 0   |
| 24 | Bazel           | 17 juni 1954      | WK 1954                     | Engeland − België       | 4 − 4   |
| 25 | Londen          | 21 oktober 1964   | Vriendschappelijk           | Engeland − België       | 2 − 2   |
| 26 | Brussel         | 25 februari 1970  | Vriendschappelijk           | België − Engeland       | 1 − 3   |
| 27 | Turijn          | 12 juni 1980      | EK 1980                     | België − Engeland       | 1 − 1   |
| 28 | Bologna         | 26 juni 1990      | WK 1990                     | Engeland − België       | 1 − 0   |
| 29 | Casablanca      | 29 mei 1998       | Vriendschappelijk           | België − Engeland       | 0 − 0   |
| 30 | Sunderland      | 10 oktober 1999   | Vriendschappelijk           | Engeland − België       | 2 − 1   |
| 31 | Londen          | 2 juni 2012       | Vriendschappelijk           | Engeland − België       | 1 − 0   |
| 32 | Kaliningrad     | 28 juni 2018      | WK 2018                     | Engeland – België       | 0 − 1   |
| 33 | Sint-Petersburg | 14 juli 2018      | WK 2018                     | België – Engeland       | 2 − 0   |
| 34 | Londen          | 11 oktober 2020   | UEFA Nations League 2020/21 | Engeland – België       | 2 − 1   |
| 35 | Heverlee        | 15 november 2020  | UEFA Nations League 2020/21 | België – Engeland       | 2 – 0   |
| 36 | Londen          | 26 maart 2024     | Vriendschappelijk           | Engeland − België       | 2 − 2   |

(am.) = Engels amateurelftal

## Samenvatting
| Competitie          | Totaal gespeeld | Winst België | Gelijk | Winst Engeland | Doelsaldo België – Engeland |
| ------------------- | --------------- | ------------ | ------ | -------------- | --------------------------- |
| WK-eindronde        | 4               | 2            | 1      | 1              | 7 − 5                       |
| EK-eindronde        | 1               | 0            | 1      | 0              | 1 − 1                       |
| UEFA Nations League | 2               | 1            | 0      | 1              | 3 − 2                       |
| Vriendschappelijk   | 29              | 3            | 5      | 21             | 36 − 108                    |
| Totaal              | 36              | 6            | 7      | 23             | 47 − 116                    |

Wedstrijden bepaald door strafschoppen worden, in lijn met de FIFA, als een gelijkspel gerekend.

## Details

### 27ste ontmoeting
| EK 1980 (Turijn, Italië, 12 juni 1980): |              | |
| België | 1 – 1        | Engeland |
| Jan Ceulemans 29' | goals        | 26' Ray Wilkins |
| Guy Thys | bondscoach   | Ron Greenwood |
| Jean-Marie Pfaff Eric Gerets Luc Millecamps Walter Meeuws Michel Renquin Wilfried Van Moer 88' René Vandereycken Julien Cools François Van Der Elst Erwin Vandenbergh Jan Ceulemans | opstellingen | Ray Clemence Phil Neal Kenny Sansom Phil Thompson Dave Watson Ray Wilkins Kevin Keegan 81' Steve Coppell 70' David Johnson Tony Woodcock Trevor Brooking |
| Raymond Mommens 88' | wissels      | 70' Raymond Kennedy 81' Terry McDermott |
| - Vijftigste interland van doelman Ray Clemence voor Engeland. |              | |

### 28ste ontmoeting
| WK 1990 (Bologna, Italië, 26 juni 1990): |              | |
| Engeland | 1 – 0        | België |
| David Platt 119' | goals        | |
| Bobby Robson | bondscoach   | Guy Thys |
| Peter Shilton Paul Parker Des Walker Mark Wright Terry Butcher Stuart Pearce Chris Waddle Steve McMahon 71' Paul Gascoigne Gary Lineker John Barnes 74' | opstellingen | Michel Preud'homme Eric Gerets Georges Grün Stéphane Demol Michel De Wolf Lei Clijsters 107' Bruno Versavel Franky Van der Elst Enzo Scifo Jan Ceulemans 66' Marc Degryse |
| David Platt 71' Steve Bull 74' | wissels      | 66' Nico Claesen 107' Patrick Vervoort |
| Paul Gascoigne 85' | gele kaarten | |

### 30ste ontmoeting
| Vriendschappelijk (Sunderland, Engeland, 10 oktober 1999): |              | |
| Engeland | 2 – 1        | België |
| Alan Shearer 6' Jamie Redknapp 67' | goals        | 14' Branko Strupar |
| Kevin Keegan | bondscoach   | Robert Waseige |
| David Seaman 46' Gareth Southgate Tony Adams Martin Keown Kieron Dyer 58' Paul Ince Jamie Redknapp Steve Guppy Frank Lampard 76' Alan Shearer 86' Kevin Phillips 58' | opstellingen | 46' Geert De Vlieger Eric Deflandre Eric Van Meir Jacky Peeters Davy Oyen 46' Stefaan Tanghe Yves Vanderhaeghe Nico Van Kerckhoven Marc Wilmots 74' Branko Strupar Gilles De Bilde |
| Nigel Martyn 46' Michael Owen 58' Phil Neville 58' Dennis Wise 76' Emile Heskey 86'                                                                                  | wissels      | 46' Ronald Gaspercic 46' Johan Walem 74' Toni Brogno |
| Michael Owen 63' | gele kaarten | 49' Yves Vanderhaeghe |
| - Debuut van Steve Guppy (Leicester City) en Frank Lampard (West Ham United) voor Engeland.                                                                          |              | |

### 32ste ontmoeting
| Groepswedstrijd WK 2018 (Kaliningrad, Rusland, 28 juni 2018): |              | |
| Engeland | 0 – 1        | België |
| | goals        | 50' Adnan Januzaj |
| Gareth Southgate | bondscoach   | Roberto Martínez |
| Jordan Pickford Danny Rose John Stones 46' Gary Cahill Phil Jones Fabian Delph Trent Alexander-Arnold 79' Eric Dier Ruben Loftus-Cheek Jamie Vardy Marcus Rashford | opstellingen | Thibaut Courtois 74' Thomas Vermaelen Dedryck Boyata Leander Dendoncker Marouane Fellaini Thorgan Hazard Youri Tielemans Mousa Dembélé 86' Adnan Januzaj Michy Batshuayi Nacer Chadli |
| Harry Maguire 46' Danny Welbeck 79' | wissels      | 74' Vincent Kompany 86' Dries Mertens |
| | gele kaarten | 19' Youri Tielemans 33' Leander Dendoncker |

### 33ste ontmoeting
| Troostfinale WK 2018 (Sint-Petersburg, Rusland, 14 juli 2018): |              | |
| België | 2 – 0        | Engeland |
| Thomas Meunier 4' Eden Hazard 82' | goals        | |
| Roberto Martínez | bondscoach   | Gareth Southgate |
| Thibaut Courtois Thomas Meunier Toby Alderweireld Vincent Kompany Jan Vertonghen Axel Witsel Kevin De Bruyne Youri Tielemans 78' Romelu Lukaku 60' Eden Hazard Nacer Chadli 39' | opstellingen | Jordan Pickford 46' Danny Rose John Stones Harry Maguire Kieran Trippier Phil Jones Fabian Delph Eric Dier 84' Ruben Loftus-Cheek Harry Kane 46' Raheem Sterling |
| Thomas Vermaelen 39' Dries Mertens 60' Moussa Dembélé 78' | wissels      | 46' Jesse Lingard 46' Marcus Rashford 84' Dele Alli |
| Axel Witsel 90+3' | gele kaarten | 52' John Stones 76' Harry Maguire |